# ポロンネ
ポロンネ（ウクライナ語: Полонне）はウクライナ・フメリニツキー州シェペトウカ地区(ru)の市である。2020年7月まではポロンネ地区の行政中心地であった（同地区を含む５地区が合併して現シェペトウカ地区となった）。
ポロンネはホモラ川(ru)（スルチ川支流）沿いに位置している。またシェペトウカ(ru)とベルヂチウ(ru)を結ぶ鉄道路線の駅がある。人口は2019年の時点で20785人。